# Stade
Stade (en baix alemany Stood) és una ciutat i la capital del districte de Stade a Baixa Saxònia a Alemanya. El 31 de desembre de 2010 tenia 46.159 habitants. És la ciutat més poblada del districte.

## Geografia

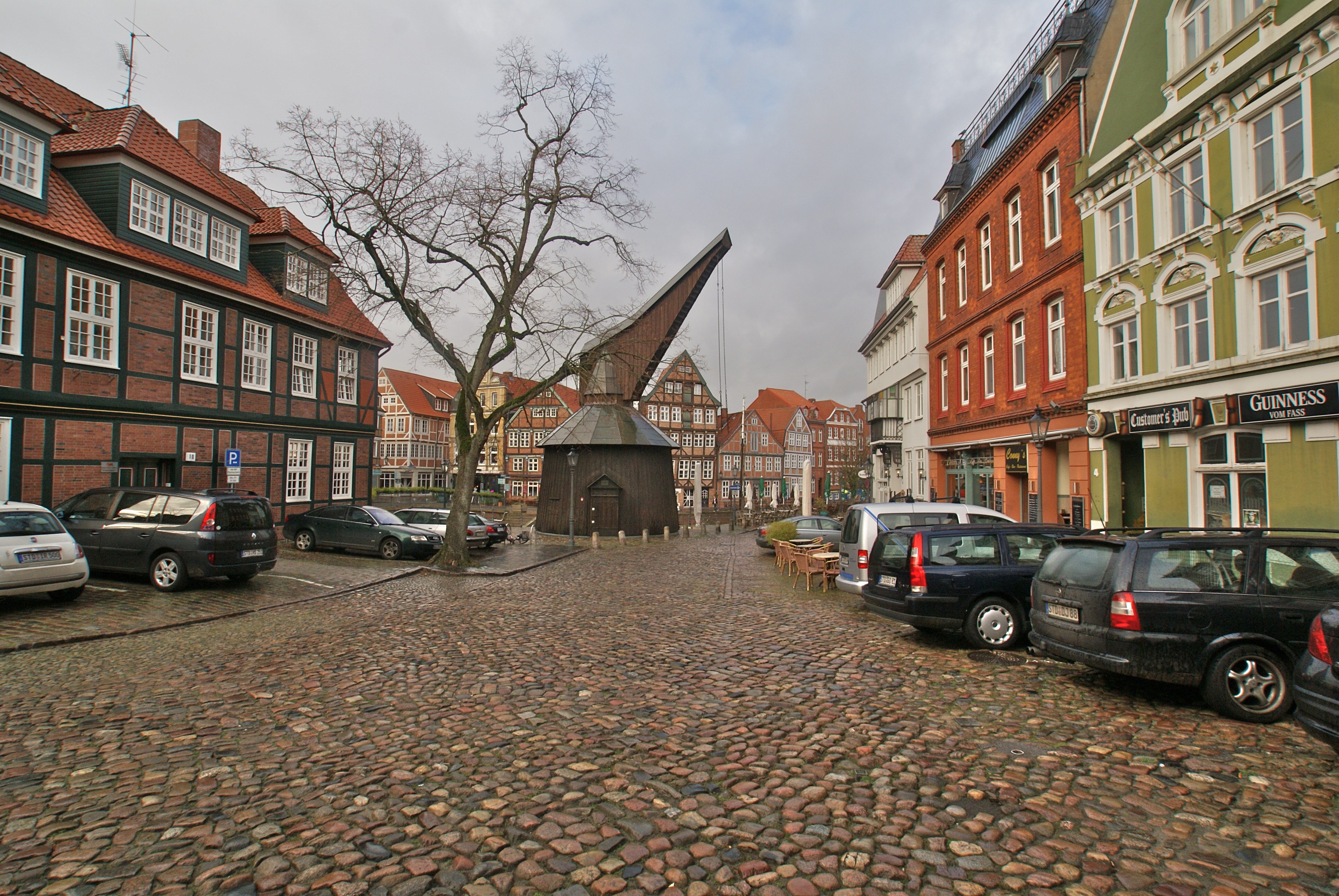
Grua portuària i cases d'entramat de fusta a l'antic port

La ciutat es troba a les ribes de l'Schwinge, a l'indret al qual s'acaba la influència de la marea, a la frontera entre el geest i els prats molls de la vall de l'Elba (en alemany: l'Elbmarsch). A aquesta línia entre el geest sec i protegit de la marea alta i els camps al·luvials fèrtils però insegurs, es troben tots els assentaments més ancians i més llargs de la riba esquerra de l'Elba: Stade, Horneburg, Buxtehude, Neu Wullmstorf, Harburg, Stelle, Winsen an der Luhe, Lüneburg i enllà. L'ocupació permanent de les terres més baixes va anar progressant quan les tècniques de desguàs i de construcció de dics van desenvolupar-se.
Es troba a la línia ferroviària Hamburg-Cuxhaven i la línia del metro S3 de l'Hamburger Verkehrsverbund.

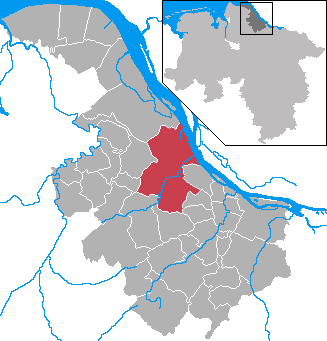
Situació de Stade al districte epònim
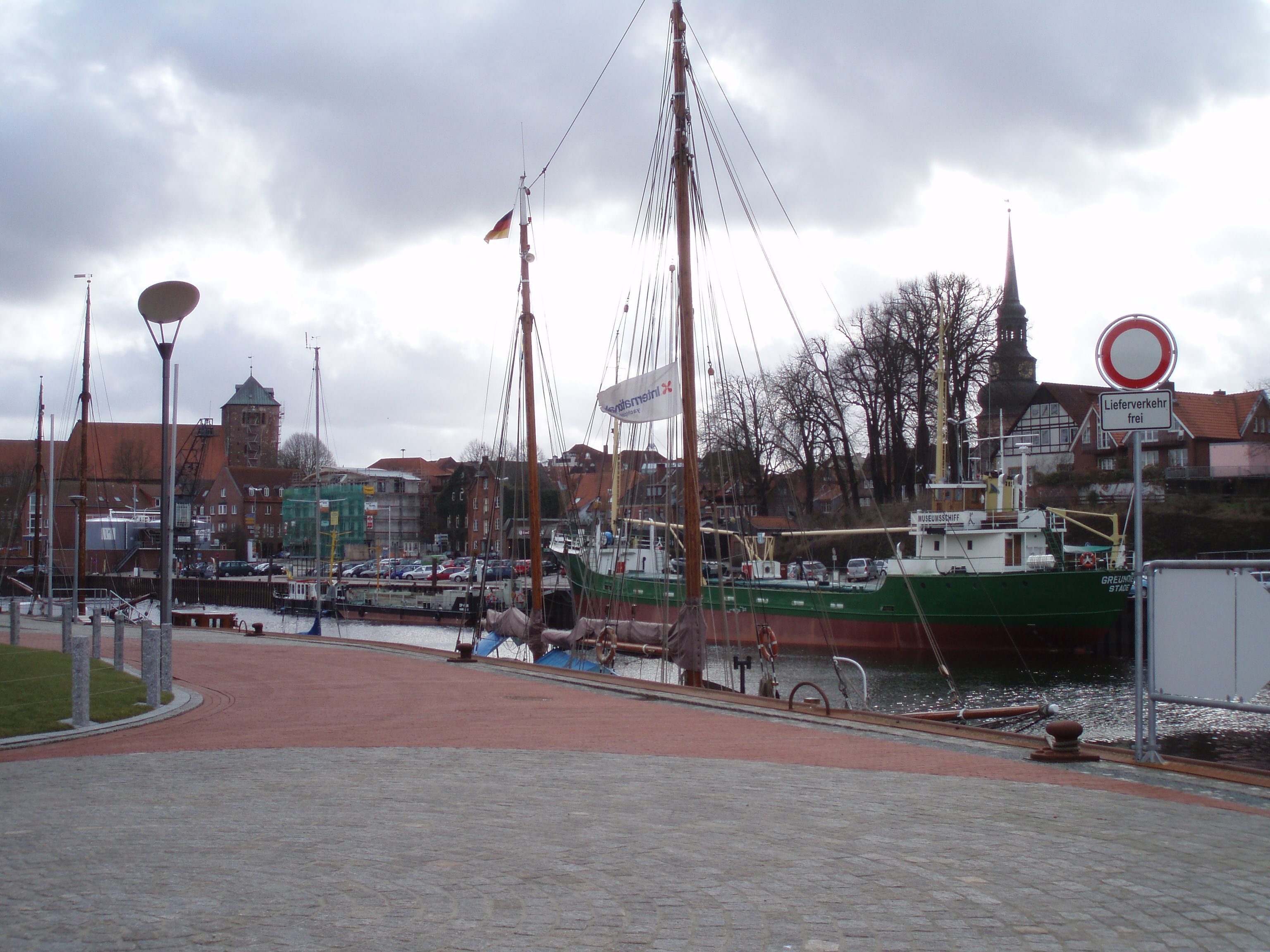
El port a l'Schwinge
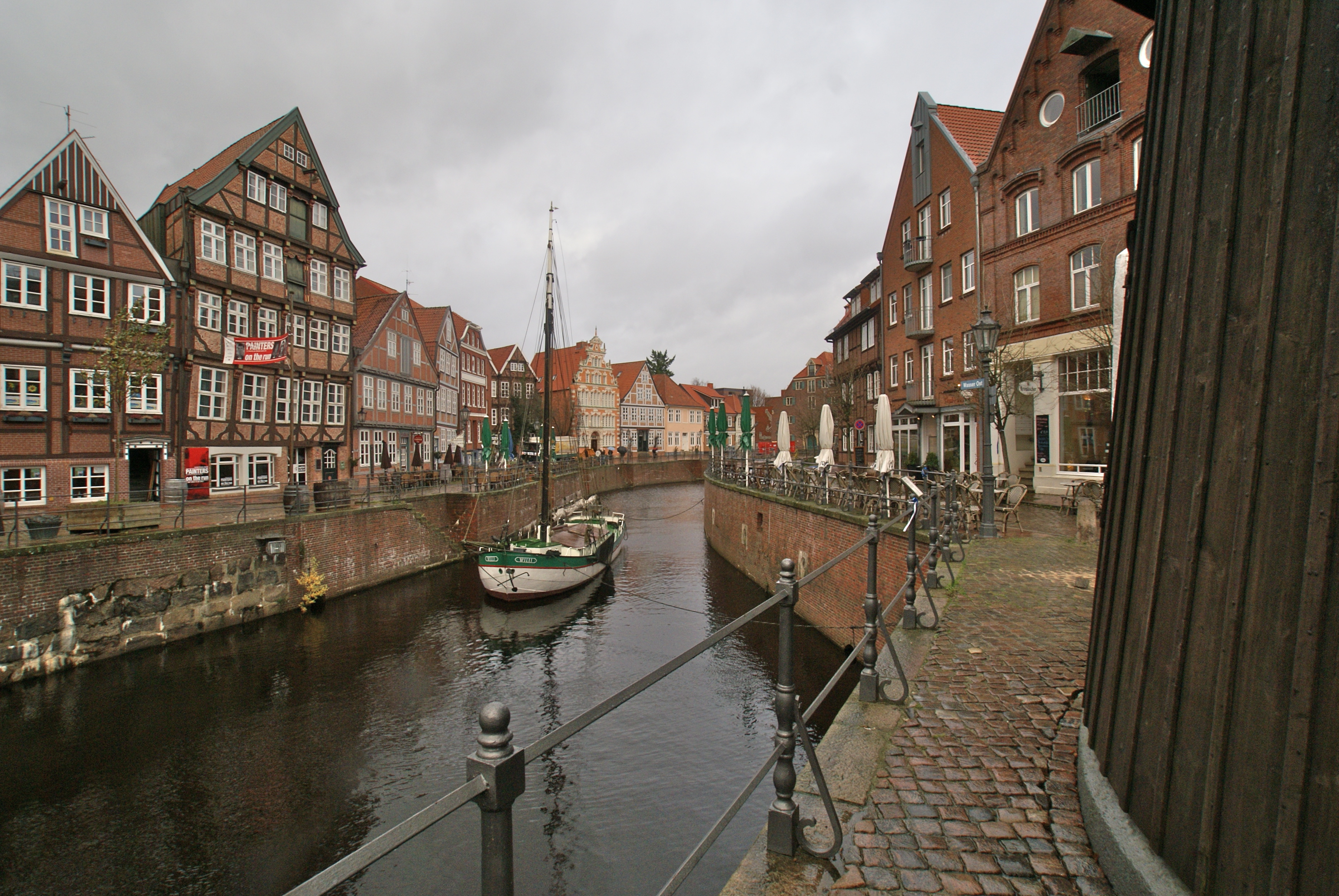
Les antigues dàrsenes a l'Schwinge

### Nuclis
- Abbenfleth (Abbenfleet)
- Bützfleth (Bützfleet)
- Bützflethermoor (Bützfleeter Moor)
- Campe
- Götzdorf (Götzdörp)
- Groß Thun (Groot Thun)
- Haddorf (Haddörp)
- Hagen (Hagen)
- Hohenwedel
- Klein Thun (Lütten Thun)
- Ottenbeck (Ottenbeek)
- Riensförde
- Steinbeck (Steenbeek)
- Wiepenkathen (Wiepenkathen).

## Història
El prové del baix alemany Stade que significa riba.
Malgrat el fet que la ciutat va ser exclosa de la lliga hanseàtica, l'ajuntament va continuar a lluitar per a obtenir el títol honorífic de “ciutat hanseàtica” fins que el 2008, el govern d'estat federal alemany Baixa Saxònia li va atorgar el títol enyorat.

## Llocs d'interès
La ciutat es troba al Circuit alemany de l'entramat de fusta

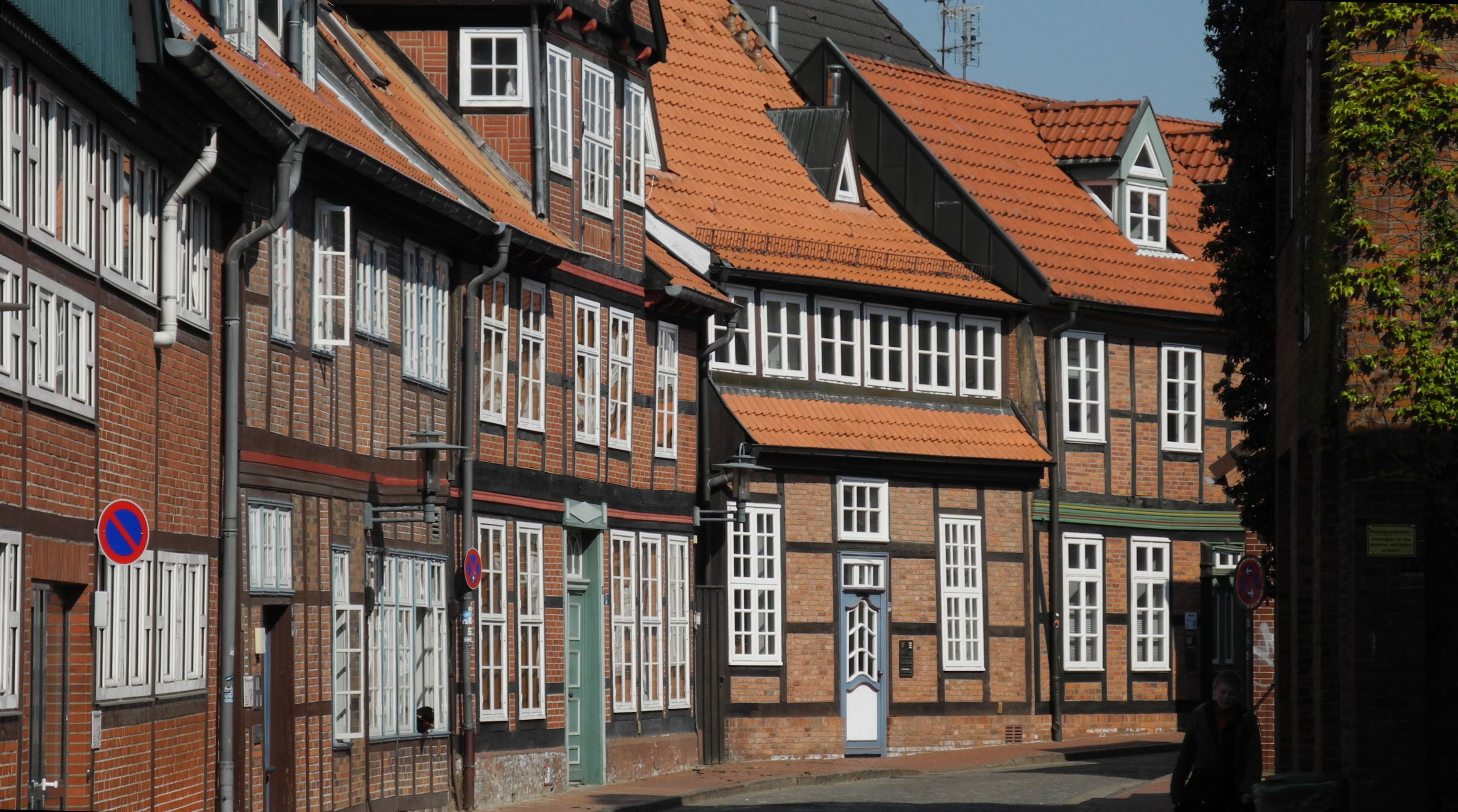
Cases d'entramat de fusta
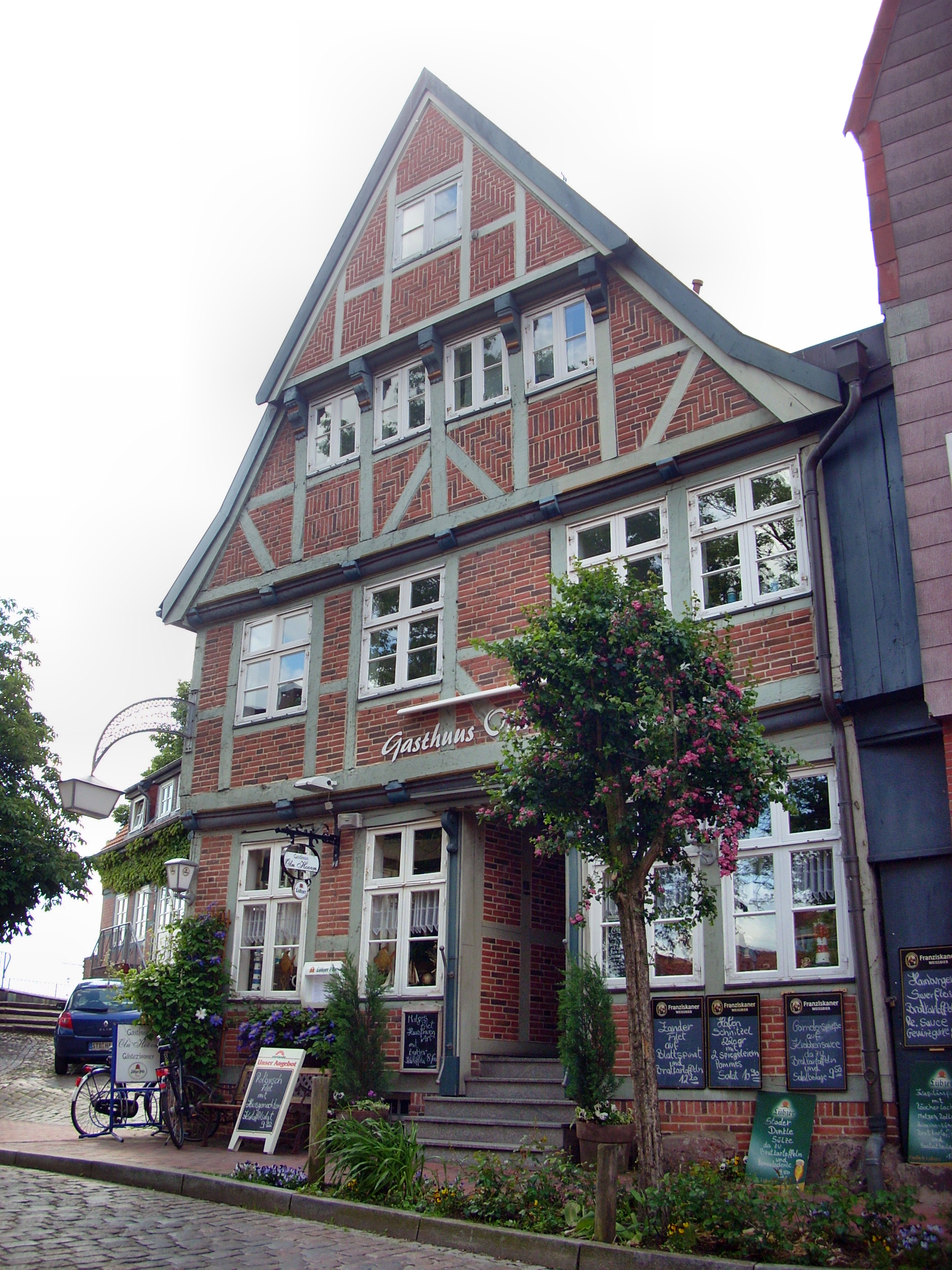
Alberg antic d'entramat de fusta
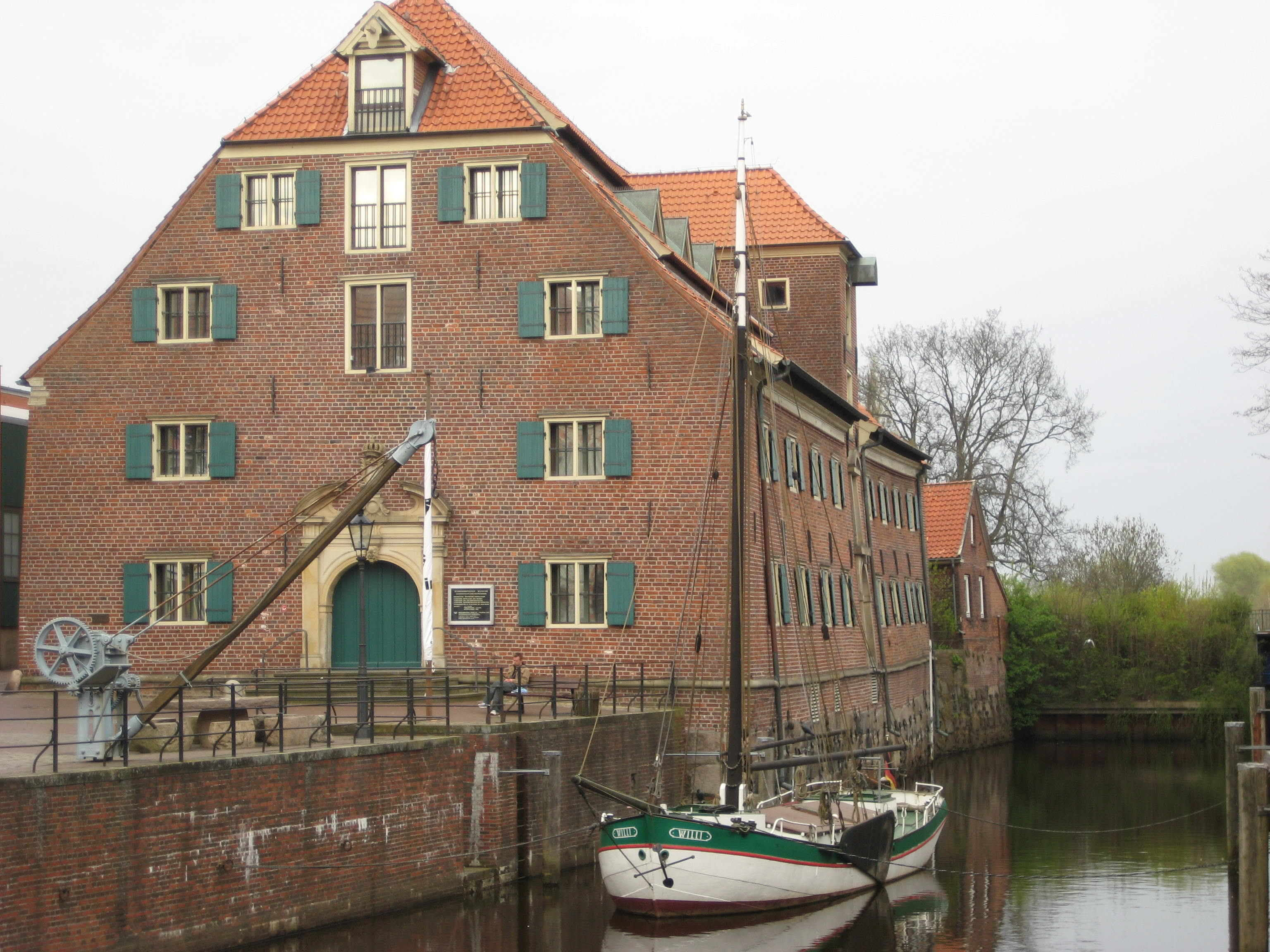
El museu  Schwedenspeicher (en català: magatzem dels suecs)
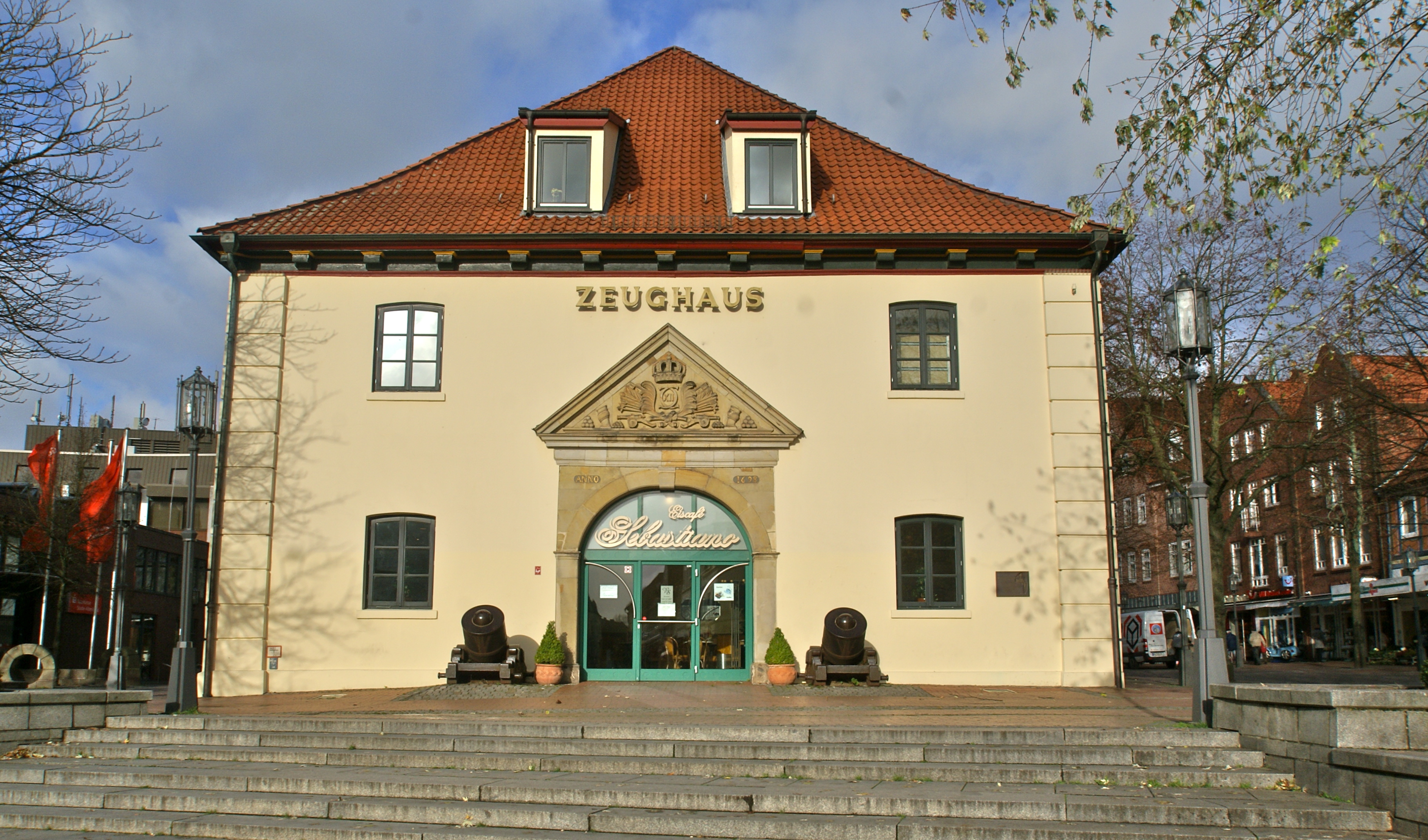
El Tüghuus

## Fills predilectes
- Stefan Aust, redactor en cap de l'Spiegel
- Horst Eylmann
- Tabea Kemme, Footballspeelerin
- Juliette Schoppmann
- Rainer Sass
- Otto Palandt
- Paul Diercke
- Amalie Wilhelmine von Königsmarck
- Gustav Wyneken
- Johann Diecmann, (1647–1720) pedagog i teòleg
- Aurora von Königsmarck (± 1663/1670–1728)
- Amalie Wilhelmine von Königsmarck (um 1663–1740), Germana d'Aurora de Königsmarck
- Johann Friedrich Ernst Albrecht (1752–1814), escriptor, metge
- August Karl von Goeben (1812–1880), general de l'exèrcit prussià